# Ukiha
Ukiha (うきは市, Ukiha-shi) est une ville située dans la préfecture de Fukuoka, sur l'île de Kyūshū, au Japon.

## Géographie

### Situation
Ukiha est située dans le sud de la préfecture de Fukuoka.

### Démographie
En juin 2023, la population d'Uenohara était de 27 934 habitants répartis sur une superficie de 117,46 km2.

### Hydrographie
La ville est bordée au nord par le fleuve Chikugo.

## Histoire
Ukiha a acquis le statut de ville en 2005.

## Culture locale et patrimoine
- Sanctuaire Ukiha Inari ;

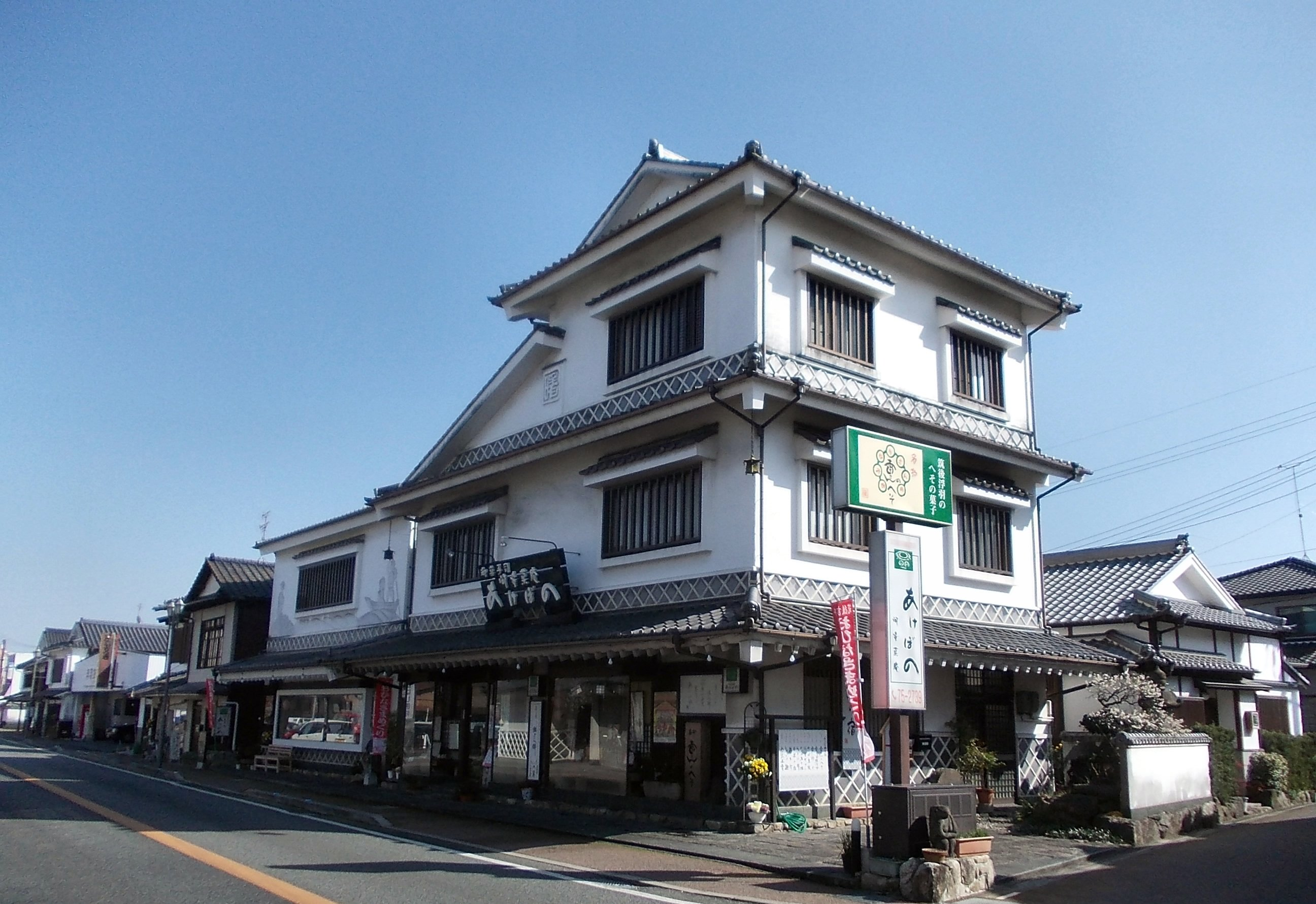
Maisons traditionnelles à Chikugo Yoshii.

- Maisons de l'époque d'Edo préservées à Chikugo-Yoshii.

## Transport
Ukiha est desservie par la ligne principale Kyūdai de la JR Kyushu.

## Personnalités liées à la municipalité
- Shinohara Yasunoshin (1828-1911), samouraï japonais
- Hideo Murata (1929–2002), chanteur
- Shin’ya Izumi (né en 1937), homme politique